# La bella y la bestia (película de 1946)
La bella y la bestia (título original en francés: La Belle et la Bête) es una película francesa  de 1946 de los géneros de fantasía y romance, dirigida por Jean Cocteau y protagonizada por Jean Marais y Josette Day. Es la primera versión cinematográfica del cuento homónimo de 1757, y está reconocida como un clásico del cine francés.

## Sinopsis
Un mercader al borde de la quiebra vive en el campo con sus cuatro hijos, que son el varón Ludovico (Michel Auclair) y tres hijas: Felicia (Mila Parely), Adelaida (Nane Germon) y Bella (Josette Day), a la que corteja Avenant (Jean Marais), amigo de su hermano. Las hermanas de Bella son malas, egoístas, tienen mal carácter y la tratan como si fuera una criada.
Un día, el padre parte en viaje de negocios, y, antes de irse, promete a sus hijas que les traerá regalos: un loro y un mono a Felicia y Adelaida junto a una tonelada de joyas y una linda rosa para Bella. De camino, se pierde en un bosque en el que encuentra un castillo extraño y majestuoso. Tras cenar y pasar allí la noche, ve una rosa y la corta para llevársela a Bella, pero en ese momento aparece el dueño del castillo (Jean Marais), un monstruo dotado de poderes mágicos con aspecto medio humano y medio animal. La Bestia condena a muerte al mercader, pero le perdonará si accede a darle una de sus hijas. 
Bella acepta sacrificarse por su padre y se va al castillo. Cuando ve a la Bestia, se desmaya, pero según pasan tiempo juntos comienza a amarla. Más allá de las apariencias, descubre al hombre que hay tras la Bestia, y adivina el alma pura que esconde su fealdad, hasta que la sinceridad de su amor le permite devolver a la Bestia su aspecto humano: el de un hermoso príncipe, que desea casarse con ella. El príncipe resulta tener la apariencia de Avenant; mientras que éste, muerto por su avaricia, toma el aspecto de la Bestia.
En la película hay dos mundos diferentes: por una parte, la casa burguesa y ordinaria del mercader; y por otra, el castillo encantado de la Bestia, donde todo es posible. El bosque misterioso es el vínculo entre los dos mundos. En el interior del castillo y alrededor del mismo, candelabros, jardines y cariátides están vivos. A lo largo de la película, la Bestia desvela cinco hilos conductores, objetos mágicos de los que algunos se han tomado prestados del cuento de hadas de Madame Leprince de Beaumont: la rosa, una llave de oro, un guante, el espejo y, por último, el caballo blanco llamado «El Magnífico» (Le Magnifique). Al final, los dos mundos se reúnen: la habitación de Bella se encuentra en la de su padre, pero también en el castillo. La Bestia se salva cuando su personaje se funde con el de Avenant, que adquiere el aspecto del monstruo.
Cocteau modificó el final del cuento de hadas, en el que un hada benevolente intervenía a favor de Bella para recompensar a los buenos y castigar a los malos. El hada no aparece, y la película termina con estas frases:

- Os parecéis a alguien que conocí hace tiempo.

- Eso ¿os molesta?

- Sí... - Después, con un rostro radiante: - ¡No!

En la película se explica la transformación inicial del príncipe en Bestia como castigo a sus padres, que no se creían la existencia de las hadas.

## Interpretación

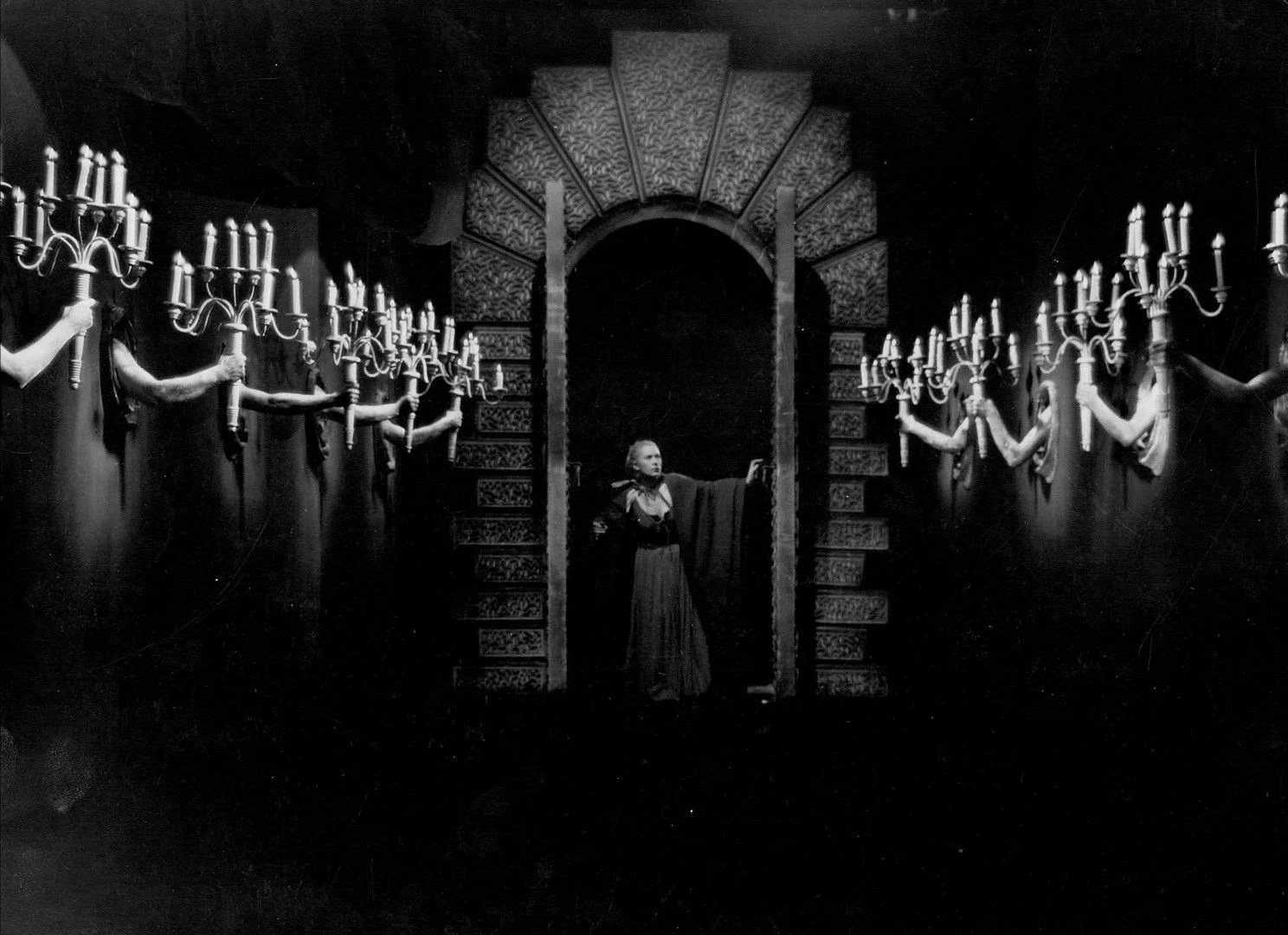
Escena de Bella en el corredor del castillo.

La historia tiene todos los elementos de un «relato de aprendizaje». Bella se niega a crecer en un primer momento, a separarse de su padre y a confesar su amor por Avenant, mientras que su padre se niega a dejarla crecer y las hermanas y el hermano viven de modo egoísta y sin hacer esfuerzos. La Bestia busca el amor para librarse del maleficio, mientras que Bella degustar poco a poco la vida acomodada en casa de la Bestia, cuya apariencia es lo único que la mantiene a distancia. Mientras Avenant y Ludovico (hermano de Bella) se introducen en el castillo de la Bestia para robar y matarla (Avenant también para liberar a Bella), enviados a la muerte por las dos hermanas ávidas de riquezas, Avenant acaba muerto por una flecha disparada por la estatua de Diana y se transforma en Bestia. Se comprende que le toca ahora ser una Bestia, mientras que ésta se transforma en príncipe y le roba a Avenant su aspecto.
La película se termina abruptamente con el vuelo de la ex-Bestia y de Bella, pero se puede imaginar sin esfuerzo la suerte de los otros personajes: Bella se casa con el príncipe, las hermanas y el padre se hacen ricos (aunque es menos seguro en el caso de las hermanas, puesto que todo lo que tocan se transforma en objetos inmundos). Ludovico es tal vez asesinado por Avenant (la nueva Bestia), pero esto es poco probable porque el último plano muestra a la Bestia muerta, de modo que huye por el bosque y desaparece. Sus posibilidades de salir vivo del mismo son escasas si no cabalga El Magnífico tras recordar la fórmula mágica, lo que no parece que suceda. Puede que las hermanas se sientan también un poco responsables. Bella parece haberse decidido por "no preocuparse" de magia y maleficios en beneficio propio, de modo que sacrifica su verdadero amor (Avenant) a su propia apariencia y a la Bestia, por lo que cabe preguntarse si, a excepción de Avenant, héroe por amor, los demás personajes son verdaderamente desinteresados.

## Ficha técnica
- Dirección: Jean Cocteau
- Ayudante de dirección: René Clément (sin acreditar como director de la segunda unidad)
- Adaptación, guion y diálogos: Jean Cocteau
- Adaptación de la versión del cuento publicado en 1757 por Jeanne-Marie Leprince de Beaumont
- Música: Georges Auric; la orquesta, dirigida por Roger Désormière
- Director de fotografía: Henri Alekan
- Cámaras: Henri Tiquet, Raymond Letouzey,[n 4] Robert Foucard
- Montaje: Claude Ibéria (o Héria)[n 5]
- Decorados: Christian Bérard, Lucien Carré[n 6] y René Moulaert[n 7]
- Vestuario: Christian Bérard, Antonio Castillo y Marcel Escoffier;[n 8] de confección de la Casa Paquin[n 9]
- Maquillaje: Hagop Arakelian[n 10]
- Sonido: Jacques Carrère, Héctor Castillo y Jacques Lebreton,[n 11] asistidos por Henri Girbal  y P. Gaboriau.
- Efectos de sonido: Raizenat
- Dirección general: Roger Rogelys
- Fotografía de plató: Aldo Graziati[n 12]
- Secretaría: Lucile Costa
- Producción ejecutiva: André Paulvé[n 13]
- Director de producción: Émile Darbon
- País de origen: Francia
- Distribución: en Francia, DisCina (Société Parisienne de distribution Cinématographique); en Bélgica, Les Films Minerva
- Rodaje: 
  - Estudios Saint Maurice
  - En 1945, cerca de Senlis y en Turena
- Formato: académico,[n 14] en 35 mm, en blanco y negro[n 15] y con uniaural.
- Edición: Laboratorios GM Films
- Duración: 93 minutos

## Reparto

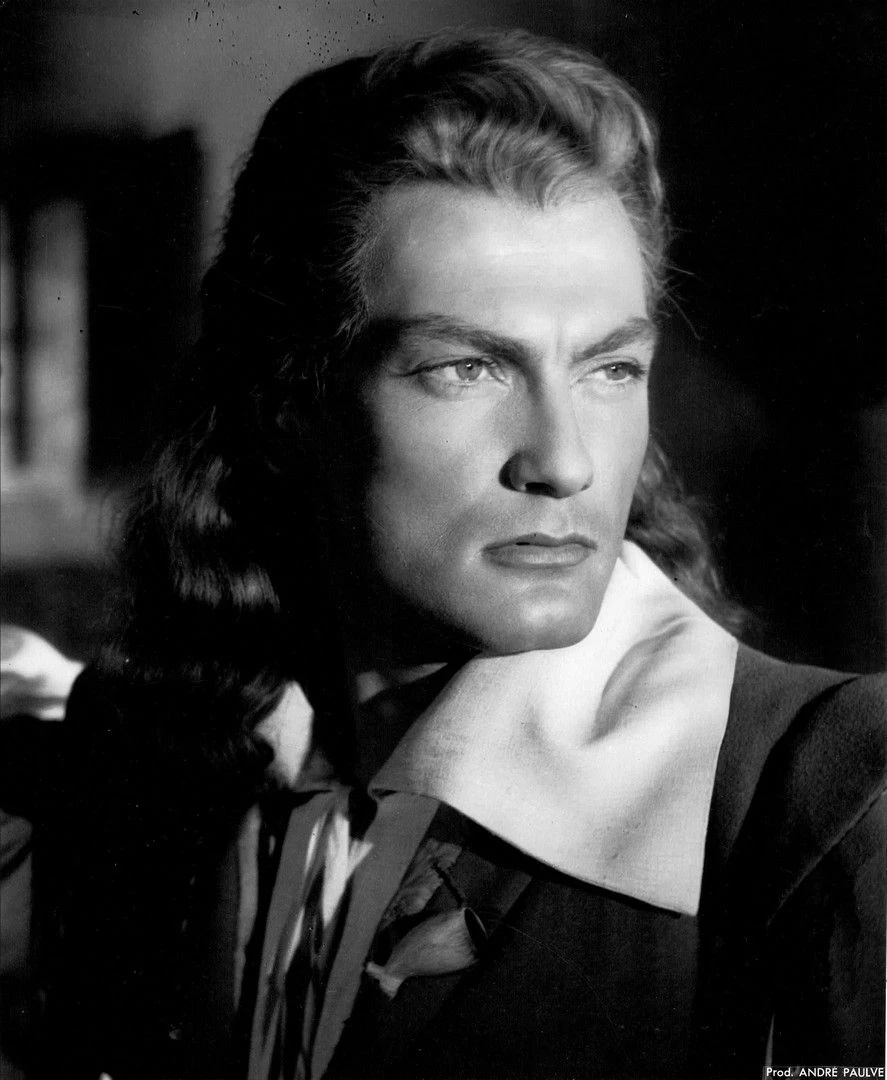
Jean Marais como Avenant.

- Jean Marais - La Bestia / El Príncipe / Avenant
- Josette Day - Bella
- Marcel André - el Padre de Bella
- Mila Parély[n 16] - Félicie
- Nane Germon[n 17] - Adélaïde
- Michel Auclair[n 18] - Ludovic
- Raoul Marco[n 19] - El Usurero.
- Doudou: Diana
- Noël Blin: un Lacayo
- Christian Marquand: otro Lacayo
- Gillles Watteaux: otro Lacayo
- Jacques Marbeuf[n 20]
- El perro Moulouk: él mismo

## Producción

### Elaboración de la película

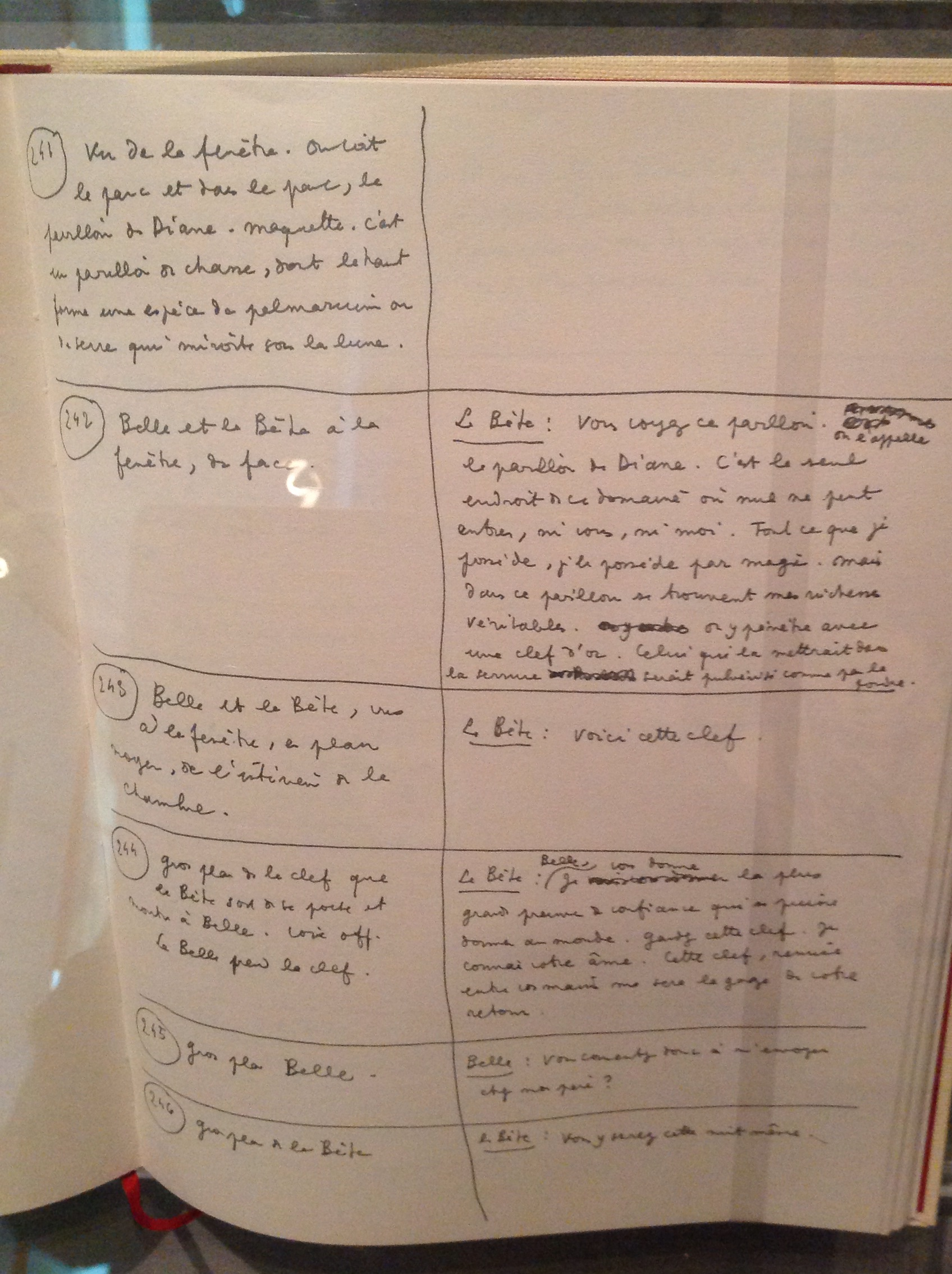
Página del guion original expuesta en la Casa Jean Cocteau en Milly-la-Forêt.

Nada más terminar la II Guerra Mundial, Jean Marais propuso a Jean Cocteau hacer una película basada en dos obras de los siglos XVII y XVIII. La primera era el cuento de hadas de Madame Leprince de Beaumont publicado por primera vez en Londres en 1757, en la antología Le Magasin des enfants, ou Dialogues entre une sage gouvernante et ses élèves (La tienda de los niños, o diálogos entre una sabia institutriz y sus alumnos), obra que Cocteau ya había considerado antes de la guerra para adaptarla para el teatro o para una pantomima. La segunda fuente era también un cuento de hadas: La Gata Blanca, de Marie-Catherine d’Aulnoy, publicado unos sesenta años antes en una de las primeras antologías del género de Kunstmärchen(cuentos literarios) impresas en Francia: Les Contes de Fées(Cuentos de Hadas), París, 1697-1698. De este cuento, sólo se observa en la película un aspecto: los criados han sido transformados mágicamente y se reducen a brazos o manos todavía dispuestos a servir.
Cocteau encontró excelente la idea, ya que no sólo coincidía con los sueños que había tenido de niño, sino que le ofrecía una nueva posibilidad cinematográfica: poner en escena cuentos de hadas. A primera vista, La Bella y la Bestia difiere de su película anterior, Le Sang d'un poète (La sangre de un poeta), para la que había escrito el guion y que había dirigido, pero ambas reelaboran mitos y crean una atmósfera de una hermosura turbadora. En esencia, la película es fiel a esos dos cuentos, pero la puesta en escena es de Cocteau y de nadie más. Él abrió un camino que retomarían otros directores, como Ingmar Bergman, François Truffaut y Vincente Minnelli. La Belle et la Bête, obra de teatro de Alexandre Arnoux, publicada en Bélgica en 1913, podría también haber inspirado esta película, cuyo argumento se aproxima más a la obra de teatro que al cuento original, especialmente en las situaciones, la ausencia del hada, etc.
En un principio, Cocteau debía realizar la película con Marcel Pagnol y se había asociado a la empresa Gaumont, pero ésta se retiró en 1944, y Pagnol rompió su contrato, puesto que acababa de separarse de la actriz principal, Josette Day, para irse a vivir con Jacqueline Bouvier.

### El maquillaje de la Bestia

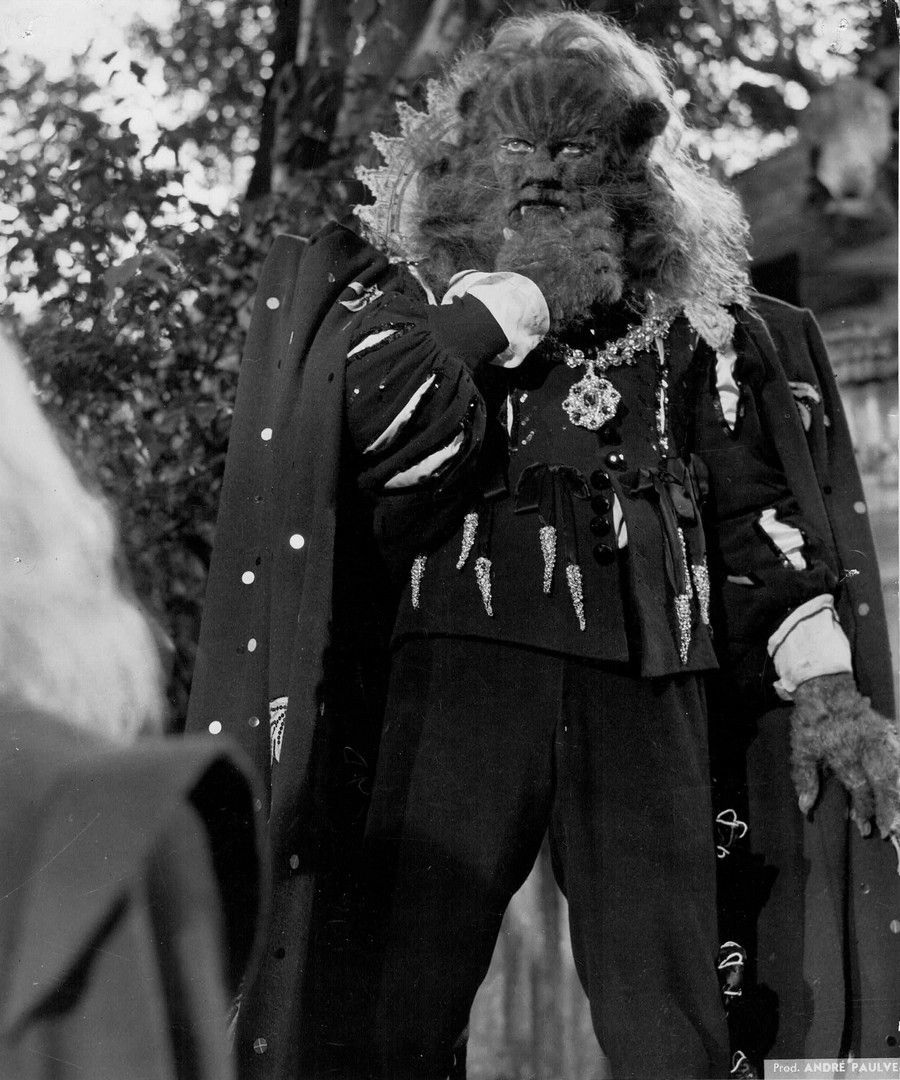
Jean Marais interpretando a la Bestia.

Para el maquillaje del actor que representara a la Bestia, al principio Jean Marais había pensado en una cabeza de ciervo. Parece que al aportar esta idea se acordaba de que en el cuento de La Gata Blanca la puerta del castillo mágico de la gata-princesa tiene un picaporte en forma de pie de cierva o de corza. La idea seguía las líneas narrativas de este cuento, y hubiera evocado lejanamente el mito de Cernunnos, dios celta de los bosques con cabeza de ciervo; pero Cocteau pensaba que los espectadores encontrarían ridícula una cabeza de ciervo en una bestia feroz y peligrosa, de modo que Moulouk, el perro de Jean Marais, sirvió de modelo para el rostro de la Bestia.
Hacían falta cerca de tres horas para fijar la máscara de la Bestia, y una hora para cada garra. Los dientes del monstruo se enganchaban a los del actor mediante pequeñas grapas, lo que no era muy práctico para comer. La “bestia carnívora” se alimentaba, pues, fundamentalmente de caldo (pueden leerse estos detalles en la autobiografía de Jean Marais).

### Realización

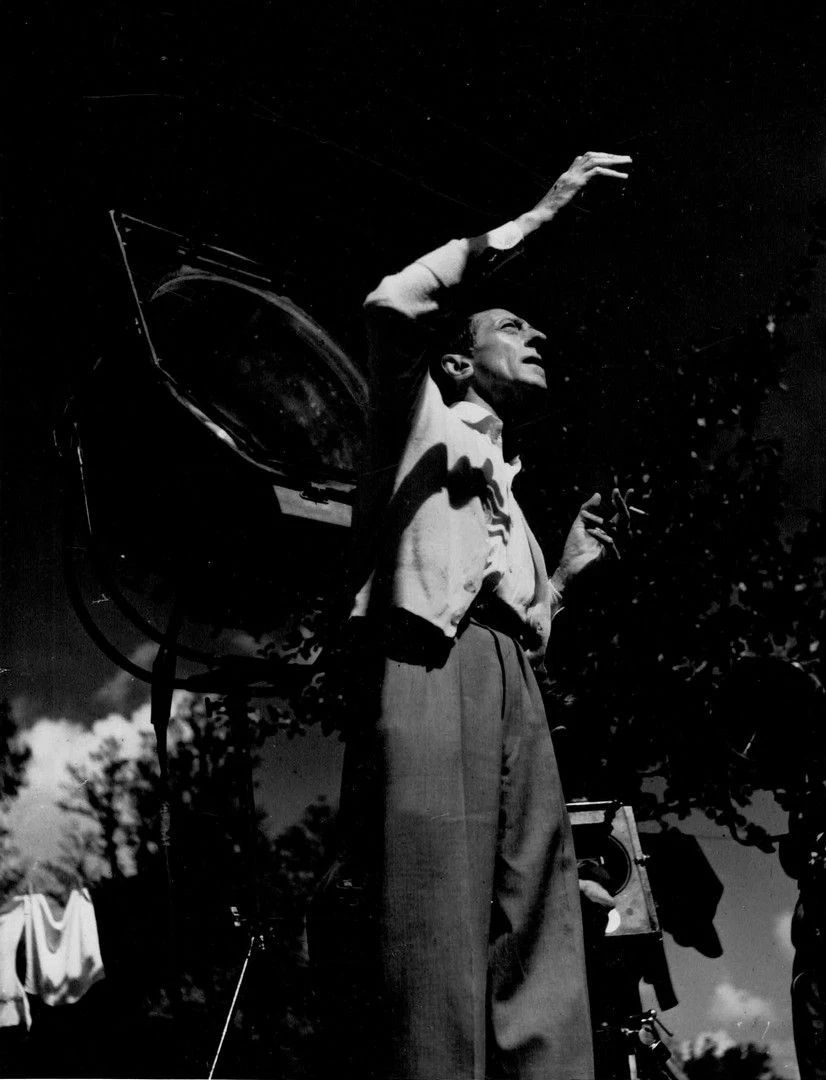
El director Jean Cocteau durante el rodaje de la película.

El rodaje de la película empezó el 27 de agosto de 1945, pero debió interrumpirse cuando Jean Cocteau enfermó de diversos males de origen infeccioso y alérgico (impétigo, eccema generalizado, forunculosis, urticaria gigante, linfagia y flemones). El estado de salud de Jean Marais también dejaba bastante que desear, puesto que sufría de un forúnculo en la parte interior del muslo y la máscara le provocó un eccema en la cara.
Se rompieron muchas reglas durante la realización de la película: la música de Auric interrumpe más que subraya los efectos visuales, la cinematografía de Alekan se aleja de la convencional y es precisa y clara, casi como la de un documental. La película se rodó en la campiña francesa, en un entorno que hace creíbles no solamente la casa de Bella y su familia, sino también el palacio de la Bestia.
En su obra, Cocteau hace desempeñar una función a la moral, rol sometido a la magia, al simbolismo, al surrealismo y al psicoanálisis. Dio el papel de la Bestia al actor Jean Marais, considerado en su tiempo como el hombre más guapo del mundo, y que interpretó en esta película tres papeles: la Bestia, el pretendiente de Bella (Avenant) y el Príncipe. Hay, además, brazos de hombre que brotan de las paredes portando candelabros, y cariátides que mueven los ojos mientras exhalan humo. Cocteau también introduce en la película talismanes y jardines encantados.
La película busca crear un clima de magia y embrujamiento. La técnica cinematográfica y los decorados se inspiran en los grabados de Gustave Doré y las escenas de granja en los cuadros de Johannes Vermeer. El uso que hace Cocteau de las imágenes es motivo de discusión entre los expertos, que se preguntan si los significados ocultos se explican por las ideas de Jung o por el surrealismo.
La película dura aproximadamente 93 minutos, y es la primera que Jean Cocteau escribió y realizó después de La sangre de un poeta. En La Bella y la Bestia, muestra lo difícil que es separar sueño y realidad.

### Lugares de rodaje[n 28]
- Departamento del Oise: Castillo de Raray[n 29]

- Departamento de Valle del Oise: la Abadía de Royaumont[n 30]

- Departamento de Indre y Loira: el molino de Touvoie (Rochecorbon) se empleó para figurar como la casa de la Bella;[n 31] también se rodó en Parçay-Meslay.

- Departamento de los Alpes Marítimos: Èze.

Los interiores se rodaron en:
- Los estudios Franstudio de Saint Maurice (departamento del Valle del Marne)

- Los estudios Éclair[n 32] (Épinay-sur-Seine)

- Los estudios de Joinville[n 33] (Joinville-le-Pont)

## Acogida
Tras varios años alejado del cine por el teatro y la poesía, Cocteau retomó el séptimo arte con El Eterno Retorno (L’Éternel Retour), producción para la que escribió la historia y los diálogos, y en 1946 volvió a trabajar con Jean Marais, su actor favorito, en una adaptación que no carece de ningún elemento de la mitología personal de Cocteau, que se ocupó también de la dirección. 
La película se estrenó en París en el cine Le Colisée, de los Campos Elíseos, y en el cine La Madelaine, de los Grandes Bulevares, el 29 de octubre de 1946; y, contra toda expectativa, en momentos en los que triunfaba el realismo, la película fue todo un éxito.
En la lista de películas por taquilla de 1946, obtuvo el número 16, con 3,4 millones de entradas vendidas.

## Premios y reconocimientos
- Premio Louis Delluc de 1946.
- Premio al mejor actor francés (Jean Marais) de 1946: una de las Victoires du cinéma français.[n 38]
- Figura en la lista establecida en el 2005 por el BFI como una de las 50 que deben verse antes de los 14 años.

## Restauración de la película
La película ha sido objeto de varias restauraciones desde 1995 hasta el 2013. La primera restauración se llevó a cabo para el primer centenario del cine en Luxemburgo el Centro Nacional del Audiovisual (Dudelange). con la supervisión de la CLT-UFA, poseedora de los derechos de la película, y con la dirección de Henri Alekan. Esta restauración fotoquímica, a partir del negativo original de nitrato, consistió en limpiar la película, que había sufrido un cierto deterioro con el paso del tiempo, y reparar las perforaciones. Se sacó una copia del negativo en 35 mm que sirvió de base para la matriz digital que se usó para las ediciones en DVD a partir del 2003. En el 2005, StudioCanal encargó a la empresa Full Image una restauración digital del negativo para limpiar numerosos defectos de imagen y resolver problemas de luminosidad con el fin de sacar una matriz para su explotación en DVD ordinario y en DVD de alta definición. En el 2013, la SNC, la Cinemateca Francesa y el Fonds culturel franco-américain dirigieron una nueva restauración a partir de dos copias de la película: una en nitrato marrón conservada en la Cinémathèque Française y otra en marrón de densidad fija proveniente de Alemania. La digitalización calibró las imágenes para restituir la gama de origen y repuso los 843 fotogramas que faltaban. La copia restaurada fue escaneada después a definición muy alta de 5K.

## Influencia en las adaptaciones posteriores
- Hasta cierto punto, esta película ha sido una de las fuentes de inspiración para la de dibujos animados del mismo título de los Estudios Disney (1991).
  - La bella y la bestia 2 (1997).
  - El mundo mágico de Bella (1998).

- En 1995, Philip Glass compuso una ópera a partir de la película. En su estreno, la música fue interpretada en el escenario, al tiempo que se proyectaba en una pantalla tras los cantantes una versión restaurada y subtitulada de la película. La Bella fue interpretada por la mezzosoprano Janice Felty.[n 47]

- Beastly (2011).

- En el 2013, Ethéry Pagava[n 48] creó un ballet inspirado en la película de Cocteau. La Bella fue representada por la bailarina Ana Pinto; y la Bestia, por el bailarín Mijaíl Avákov.

- La bella y la bestia (2014).

- La bella y la bestia (2017).

- Belle (2021).